# Zisterzienserinnenabtei Odivelas
Die Zisterzienserinnenabtei Odivelas (portugiesisch: Mosteiro de São Dinis) war von 1295 bis 1886 ein Kloster der Zisterzienserinnen in Odivelas in Portugal.

## Geschichte

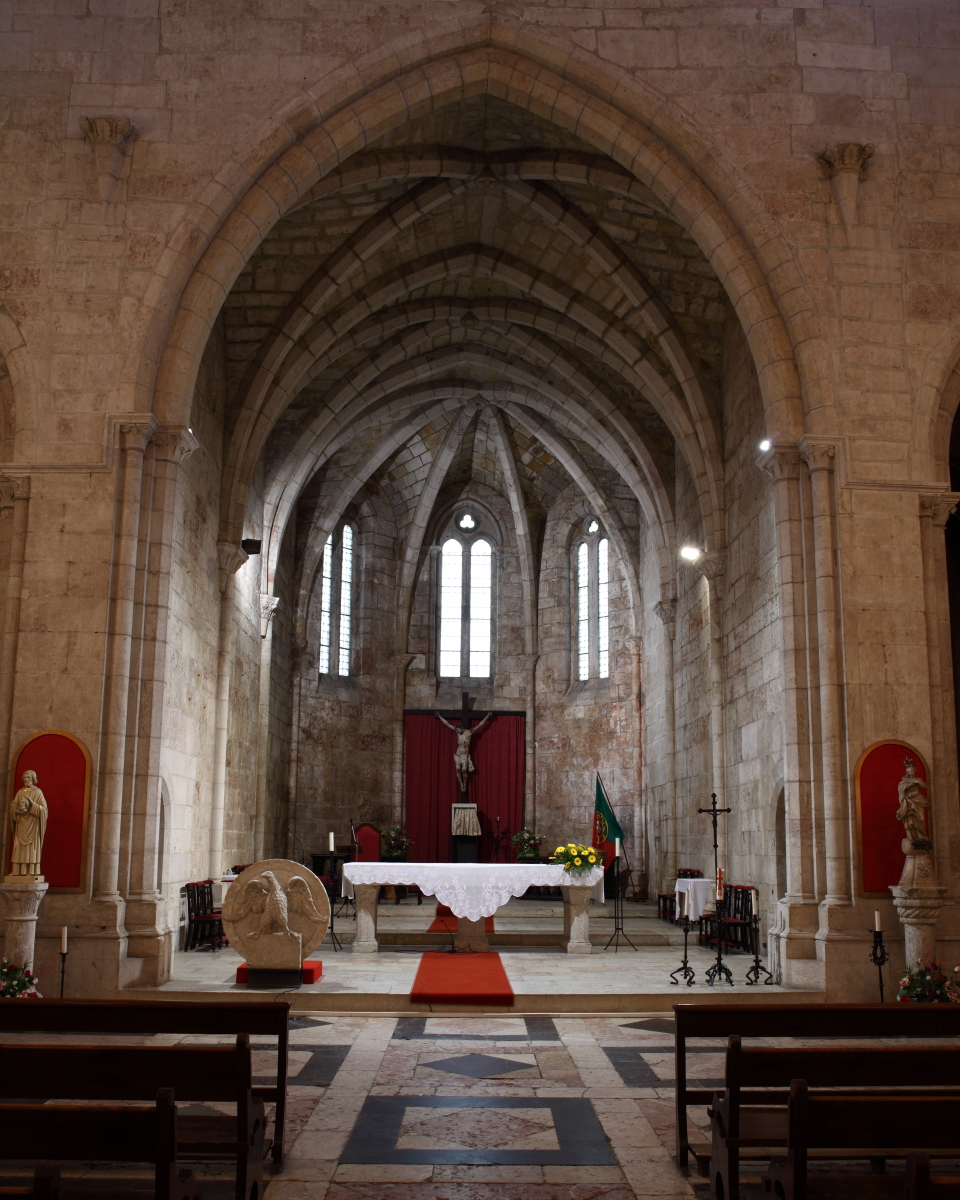
In der gotischen Hauptkapelle

König Dinis (= Dionysius) von Portugal stiftete 1295 das dann vom Kloster Alcobaça gegründete Zisterzienserinnenkloster Odivelas, das dem König und seiner Tochter Maria Afonso als Grablege diente. Als 1886 die letzte Äbtissin, Bernarda da Encarnação Correia, verstarb, fielen die Klostergebäude an den Staat. Heute beherbergen sie eine Schule. Die Abteikirche und zwei Kreuzgänge sind erhalten.
Im Kloster lebte seinerzeit die Königin Philippa of Lancaster. Gil Vicente schrieb 1534 sein Werk Auto da Cananea auf Bitte der Äbtissin Violante Álvares Cabral. Äbtissin Paula Teresa da Silva e Almeida (1701–1768) hatte ein langjähriges Verhältnis zu König Johann V., aus dem mehrere Kinder hervorgingen.